# Caffrey's
Cet article possède un paronyme, voir Caffrey.
La Caffrey's stout est une bière irlandaise produite par la brasserie Thomas Caffrey.
C'est une bière similaire aux autres stouts irlandais, comme Guinness, Beamish ou Murphy's pour les plus célèbres.

## Histoire
Nicholas Caffrey, marchand de soie et de lin de Dublin, décide d'ouvrir une brasserie concurrente à Guinness dans la seconde moitié du XIXe siècle.
En 1860, son fils Thomas de 21 ans le rejoint à la brasserie, avant de monter sa propre brasserie à Antrim.
Aujourd'hui seule la Thomas Caffrey Brewing Co. existe, les activités de la brasserie de Dublin ayant cessé avec la mort du père.

## Caractéristiques
Elle est connue pour ses accents de café et de réglisse.
La Caffrey’s Stout est une bière identifiée comme “simple, douce et crémeuse”.
C'est une bière forte en caractère, au gout plein et moins amer que d'autres stouts. Elle titre 4,7° d'alcool.
Il existe également une Caffrey's Ale depuis 1994, c'est une bière ambrée titrant 4,8°, peu acide et crémeuse pour une bière à fermentation haute grâce à une pression carboazotée (75 % azote et 25 % gaz carbonique, comme pour un Draught Stout).